# 향교로
향교로는 대한민국 경기도 수원시의 도로이다. 수원역 로데오거리가 이 길을 중심으로 위치하고 있고, 행궁로와 함께 남문 로데오거리의 일부를 이루고 있다. 길이는 약 1.6km이다.

## 주요 시설
- 수원역 로데오거리 향교로 1 ~ 향교로 65
- 매산초등학교 경기도 수원시 팔달구 향교로 93 (매산동)
- 수원향교 경기도 수원시 팔달구 향교로 107-9 (교동)
- 남문 로데오거리

## 특징
- 이 도로의 일부가 수원역 로데오거리, 남문 로데오거리이다.
- 이 도로는 매산로와 평행하게 놓여 있다.
- 이 도로의 일부가 어린이보호구역이다. (매산초 때문에)